# Santa Clara County
Santa Clara County är ett county i delstaten Kalifornien, USA med 1 731 281 invånare. Den administrativa huvudorten (county seat) är San Jose.
Countyt ligger i södra delen av storstadsområdet San Francisco Bay Area. Det är ett av USA:s rikaste och omfattar bland annat de centrala delarna av Silicon Valley.

## Geografi
Enligt United States Census Bureau så har countyt en total area på 3 377 km². 3 343 km² av den arean är land och 34 km² är vatten.

### Angränsande countyn
- San Benito County, Kalifornien - syd
- Santa Cruz County, Kalifornien - syd, sydväst
- San Mateo County, Kalifornien - nordväst
- Alameda County, Kalifornien - nord
- Stanislaus County, Kalifornien - öst
- Merced County, Kalifornien - sydost